# MARCH3
MARCH3 (англ. Membrane associated ring-CH-type finger 3) – білок, який кодується однойменним геном, розташованим у людей на 5-й хромосомі. Довжина поліпептидного ланцюга білка становить 253 амінокислот, а молекулярна маса — 28 504.
| 10         |  | 20         |  | 30         |  | 40         |  | 50         |
| ---------- |  | ---------- |  | ---------- |  | ---------- |  | ---------- |
| MTTSRCSHLP |  | EVLPDCTSSA |  | APVVKTVEDC |  | GSLVNGQPQY |  | VMQVSAKDGQ |
| LLSTVVRTLA |  | TQSPFNDRPM |  | CRICHEGSSQ |  | EDLLSPCECT |  | GTLGTIHRSC |
| LEHWLSSSNT |  | SYCELCHFRF |  | AVERKPRPLV |  | EWLRNPGPQH |  | EKRTLFGDMV |
| CFLFITPLAT |  | ISGWLCLRGA |  | VDHLHFSSRL |  | EAVGLIALTV |  | ALFTIYLFWT |
| LVSFRYHCRL |  | YNEWRRTNQR |  | VILLIPKSVN |  | VPSNQPSLLG |  | LHSVKRNSKE |
| TVV        |  |            |  |            |  |            |  |            |

A: Аланін

C: Цистеїн

D: Аспарагінова кислота

E: Глутамінова кислота

F: Фенілаланін

G: Гліцин

H: Гістидин

I: Ізолейцин

K: Лізин

L: Лейцин

M: Метіонін

N: Аспарагін

P: Пролін

Q: Глутамін

R: Аргінін

S: Серин

T: Треонін

V: Валін

W: Триптофан

Кодований геном білок за функціями належить до трансфераз, фосфопротеїнів. 
Задіяний у таких біологічних процесах, як ендоцитоз, убіквітинування білків, альтернативний сплайсинг. 
Білок має сайт для зв'язування з іонами металів, іоном цинку. 
Локалізований у мембрані, цитоплазматичних везикулах, ендосомах.